# Picage chronique
Ne doit pas être confondu avec Pecking order.

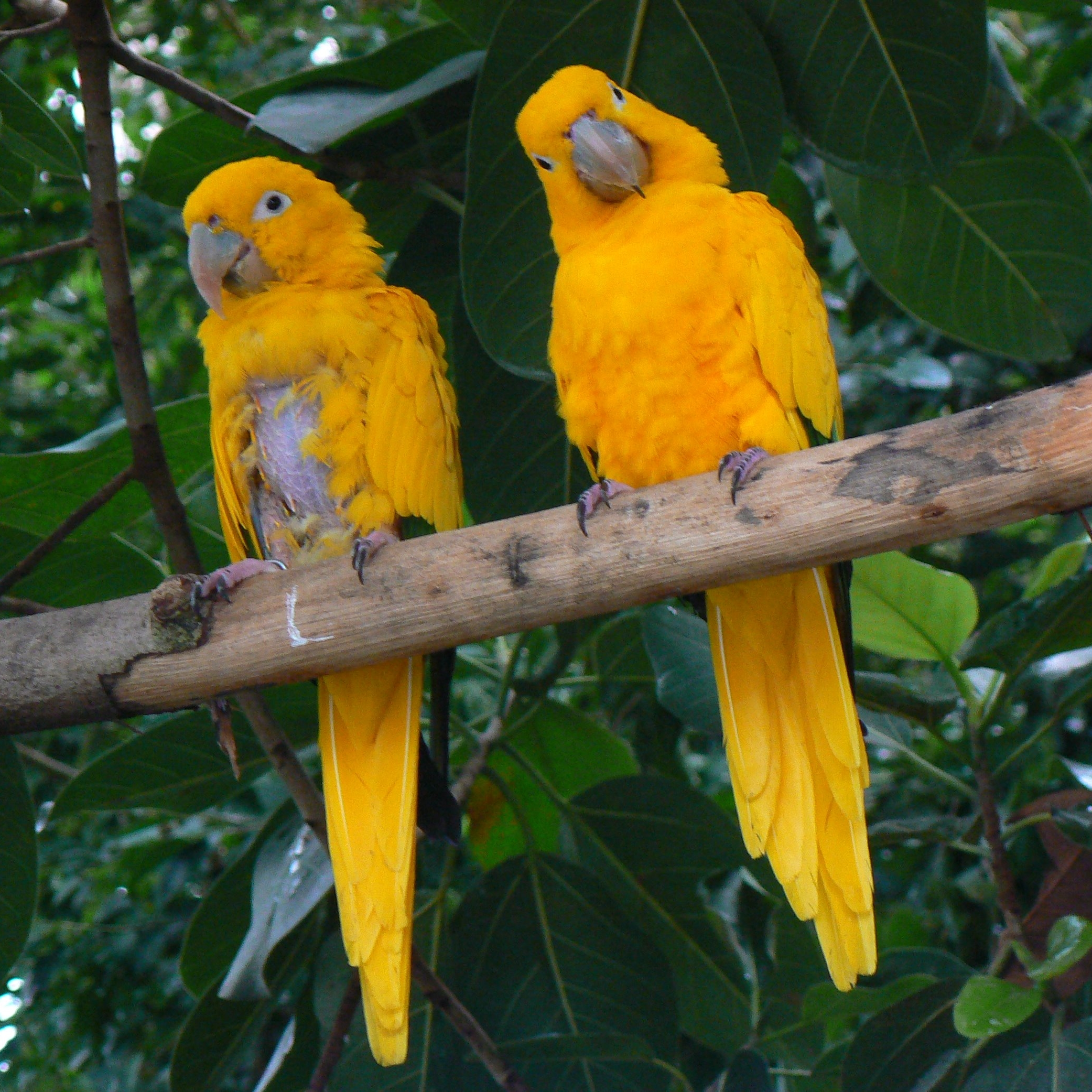
Picage chronique chez les perroquets. Le perroquet de gauche souffre de picage chronique.

Le picage chronique est un symptôme comportemental anormal chez les oiseaux. Ils se mutilent les plumes en les mordillant parfois jusqu'à se faire des plaies ouvertes. Ce comportement n'a rien à voir avec l'entretien et l'arrachage des plumes usées pendant la mue.
Cette maladie peut avoir plusieurs raisons comme les problèmes psychologiques (solitude, stress...) ou des problèmes de malnutrition, mais aussi des parasites, virus, dermatites, tumeurs pulmonaires, aspergilloses... Les animaux atteints peuvent développer, après un certain temps, un comportement maladif.
Cette maladie est fréquente chez les Psittacidae élevés par l'humain.